# Castello di Louveciennes

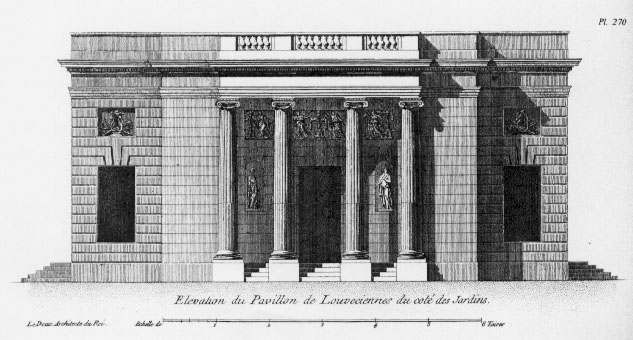
Pavillon de Louveciennes - Veduta dal lato dell'ingresso (facciata sul giardino)

Lo Château de Louveciennes (anche noto come "Palazzo delle Acque" o Palazzo di Madame du Barry) è un castello situato a Louveciennes in Francia. Si compone del castello propriamente detto costruito alla fine del XVII secolo poi ingrandito e ridecorato da Ange-Jacques Gabriel per Madame du Barry e da un padiglione della musica (o di accoglienza) costruito da Claude-Nicolas Ledoux al centro di un parco che è stato poi diviso nel XIX secolo.

## Il castello
Nel 1684 Luigi XIV ordina la costruzione, in prossimità dell'acquedotto che portava l'acqua della Senna sollevata dalla macchina di Marly fino alla reggia di Versailles, di un palazzo chiamato "Padiglione delle Acque". La costruzione di tale maniero è affidata al barone Arnold de Ville che era l'ingegnere capo di tale macchina.
Questo palazzo era di taglia media e di forma approssimativamente cubica che attualmente si trova al nº 6 della via denominata chemin de la Machine.
Nel 1769 Luigi XV offrì il palazzo alla sua nuova favorita, Madame du Barry, che chiamò Ange-Jacques Gabriel, primo architetto del re, per far ingrandire e decorare il fabbricato. Questi aggiunse l'ala bassa orientale e un rivestimento in legno scolpito.
Nel 1980 il palazzo fu acquistato da una società giapponese, la Nippon Sangyoo, con lo scopo di utilizzarlo a scopi commerciali. Questa società disperse l'arredamento del palazzo, che lasciò in abbandono. In seguito il palazzo subì un lungo degrado fino al 1994 quando un tentativo di modifica del rivestimento ligneo e di una passerella fu contrastato decisamente dalla polizia. Allora il palazzo tornò in vendita e fu acquistato da un investitore francese che ne curò minuziosamente il restauro.

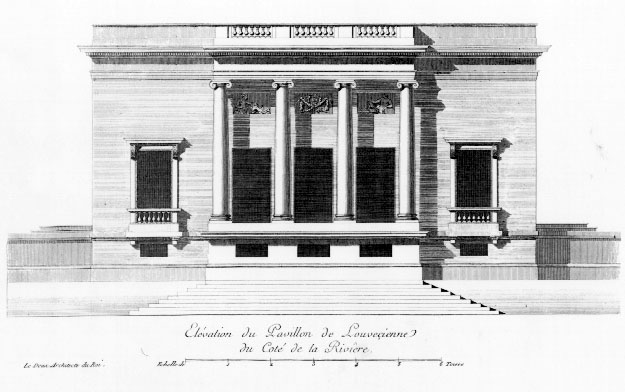
Padiglione di Louveciennes - Veduta dalla riva del fiume

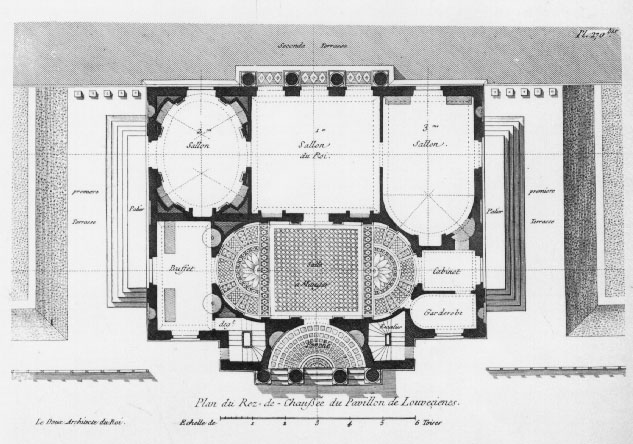
Padiglione di Louveciennes - Veduta in pianta del piano terra

## Il padiglione
Il palazzo presentava l'inconveniente di non avere una vista della Senna e inoltre Madame Du Barry riteneva che lo spazio per ricevere i suoi ospiti fosse insufficiente. Allora decise di far costruire prospiciente alla valle della Senna un padiglione completamente destinato a ricevere degli ospiti.

## Storia
Per il progetto del Padiglione Madame Du Barry chiamò Charles De Wailly e Claude Nicolas Ledoux e scelse quest'ultimo a dispetto delle critiche che molti mossero verso questi due progettisti. La costruzione fu eseguita nel 1771.
L'inaugurazione ebbe luogo il 2 settembre 1771 alla presenza del re. Vi si recitò l'opera di Charles Collé, La battuta di caccia di Enrico IV, e una cena allietata da un concerto (i musicisti si lamentarono dell'esiguità dei banchi ai lati della sala da pranzo e oggi coperti da due grandi specchi) conclusa con fuochi d'artificio. Nel 1773 la Du Barry, visibilmente soddisfatta del suo Padiglione, ordinò a Ledoux il progetto di un palazzo più grande che avrebbe dovuto incorporare il Padiglione ma la morte di Luigi XV, nel 1774, pose fine a questo progetto.
Il Padiglione rimase nel suo stato originario fino alla seconda metà del XIX secolo. Ad un certo punto con l'aggiunta di un tetto al terrazzo superiore e delle persiane fu deturpato.